# Candrakīrti
Candrakīrti (tibetano: Zla-ba grags-pa (pronuncia: Dawa Drakpa); Samanta, fine VI secolo – VII secolo) è stato un monaco buddhista indiano, filosofo madhyamaka.

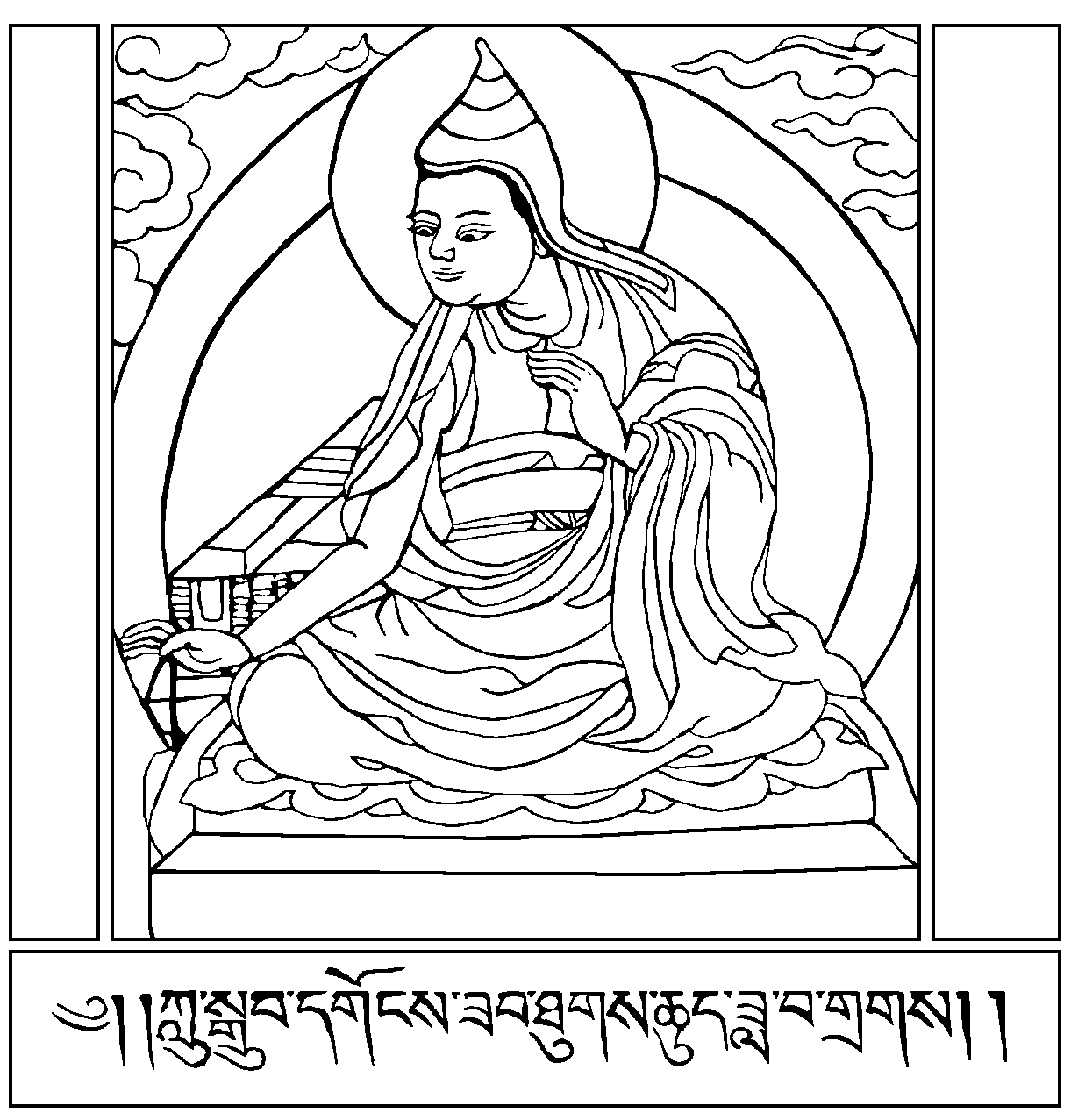
Ritratto tibetano di Candrakīrti. La mano destra è nel "gesto di rinuncia" (śramaṇamudrā), la mano allontanata dal corpo e posta verso il basso indica l'abbandono dei piaceri mondani. La mano sinistra è invece nel "gesto del conteggio" (gaṇanamudrā), il pollice nascosto può contare fino a dodici falangi per numerare le preghiere. Da notare anche il berretto a punta tipico degli eruditi indiani (paṇḍita) e la cinghia di meditazione (yogapaṭṭa) posta intorno ai fianchi per non cadere nel sonno durante le meditazioni.

Importante filosofo buddista indiano del VII secolo. È ritenuto, dalla scuola del Buddismo tibetano Gelug-pa, l'interprete più ortodosso della scuola del Buddismo Mahāyāna denominata Madhyamaka Prāsaṅghika.
Le fonti biografiche di questo autore sono reperibili esclusivamente nella letteratura tibetana. Segnatamente la vita di Candrakīrti è riportata da Büton Rinchen Drub (Buston, 1290-1364) nel Bu-ston chos-byung (La storia sul Dharma di Buston) e da Tāranātha Kungpa Nyingpo (1575-1634) nel rGyar-gar chos-'byung (Storia dell'avvento del Dharma in India) opera del 1608.
L'analisi storica di questi testi ha portato gli studiosi a identificare tre differenti figure storiche:
il filosofo madhyamaka che visse nella prima metà del VII secolo, un maestro vajrayāna di poco successivo e, infine, un esegeta dell'XI secolo.
I testi tibetani, tuttavia, confondono e mischiano le notizia biografiche di questi tre differenti Candrakīrti identificandone solo uno che sarebbe vissuto quattrocento anni.

## Candrakīrti filosofo madhyamaka
Non è facile quindi ricostruire la biografia del Candrakīrti filosofo madhyamaka. Si può sostenere, comunque, che nacque verso la fine del VI secolo nell'India meridionale e, dopo aver studiato il Canone buddista, si recò a Nālandā dove ebbe modo di studiare le opere di Nāgārjuna. Erudito e con grandi capacità dialettiche, finì per ricoprire il ruolo di abate di questo grande monastero-università. Sostenitore del Madhyamaka Prāsaṅghika elaborato da Buddhapālita (470–550) e critico del sistema Madhyamaka Svātantrika proposto da Bhāvaviveka (500-578?) fu autore anche di un lungo dibattito, durato sette anni presso l'università di Nālandā, contro il cittamātra Candragomin.
Al Candrakīrti filosofo madhyamaka vengono attribuite le seguenti opere, tutti commentari alle opere di Nāgārjuna e Āryadeva:
- Śunyatāsaptativṛtti (Canone Tibetano edizione di Pechino al n. 5268) commentario al Śunyātāsaptati di Nāgārjuna;
- Yuktiṣaṣtikāvṛtti (Canone Tibetano ed. di Pechino al n. 5265) commentario al Yuktiṣāṣṭika di Nāgārjuna;
- Prasannapadā (anche Madhyamakāvṛtti reperibile in sanscrito presso la Bibliotheca Buddhica 4) è un commentario al Mūla-madhyamaka-kārikā di Nāgārjuna;
- Catuḥśatakaṭīka (Canone Tibetano ed. di Pechino al n. 5266), è un commentario al Catuḥśataka di Āryadeva.

Candrakīrti espose anche opera proprie come:
- Madhyamakāvatāra (è un'importante introduzione al Mūla-madhyamaka-kārikā di Nāgārjuna, insieme nel Bibliotheca Buddhica 9 vi è il suo autocommentario Madhyamakāvatārabhāṣya );
- Pañcaskandhaprakaraṇa.

## Candrakīrti maestro vajrayāna
Il Candrakīrti maestro vajrayāna, di poco successivo al Candrakīrti mādhyamika, è l'autore del Pradīpoddyotananāmatikā (Canone Tibetano ed. di Pechino al n. 2650), che poi è un commentario all'importante Guhyasamājatantra (conosciuto anche come Tathāgataguhyaka o, in tibetano, come gSang ba 'dus pa'i rgyud, Trattato sui misteri).

## Candrakīrti esegeta dell'XI secolo
Candrakīrti esegeta dell'XI secolo è autore invece del Madhyamakaprajñāvatāra (Canone Tibetano ed. di Pechino al n. 5264) e di alcuni commentari tantrici.